# DuelJewel
DuelJewel (en japonés: デュエルジュエル) es un grupo de J-rock y visual kei japonés formada en enero de 1997. Sus miembros actuales son Hayato (vocalista), Yuya (guitarra), Shun (guitarra), Natsuki (bajo) y Val (batería).
Fundada en 1997, durante sus inicios lanzaron varios demos. El vocalista Hayato que se unió en 1997, dejó la banda brevemente para volver en 1999. La banda lanzó su primer álbum en 2001 y Natsuki se unió en 2002, cuando Ka-non dejó la banda.

## Discografía
| Álbumes - 2001: Lapidary - 2002: Noah - 2006: Visions - 2007: Bullet - 2008: Glass Sphere (グラスフィア) - 2010: Will - 2010: ｢Zero｣ - 2011: Luminous Compilaciones - 2009: Revive - 2010: We Will Melt You - Edición especial, lanzada solo en Europa. Omnibus - 2000: Stoning2 - 2001: Make an Epoch - 2001: Make an Epoch 2 - 2003: Loop of Life III - 2004: Hysteric Media Zone V - 2004: Decadence 2004 ～Spleen & Ideal～ - 2005: Cannonball Vol.2 - 2005: Shock Edge 2005 | Demos - 1998: Kaze ～The Winding Garden～ (風～The Winding Garden～) - 2000: Kuro (黒) - 2000: Shiro (白) - 2000: Chinmoku (沈黙) Sencillos - 2003: Sepia - 2003: Vermillion - 2004: Nauthiz - 2005: The Birth - 2006: Azure - 2006: Aishuu Melancholia/Life On... (愛愁メランコリア) - 2007: Es - 2008: Iolite (アイオライト) - 2011: Vamp Ash - 2011: Polaris DVD - 2008: Jewelry Box - 2011: Dear Lapidary |